# Nebaioth
Nebaioth  o Nebaiòt (Ebraico נְבָיוֹת) è un personaggio biblico, primogenito di Ismaele, a sua volta figlio di Abramo e della schiava egiziana Agar. 
Il suo nome compare anche, assieme a quello del fratello Kedar, come quello di una delle dodici tribù arabe elencate in Genesi 25:13 e 1 Cronache 1,29-31 e con lo stesso significato nelle fonti assire e nelle profezie del trito-Isaia (Is 60:7).

## Il personaggio Nebaioth
Nebaioth è elencato come primogenito di Ismaele nella genealogia del primo libro delle cronache:
Egli è anche indicato come principe della tribù araba che da lui ha avuto origine:
Nebaioth è anche menzionato come fratello di Mahalat, una delle mogli di Esaù:

## La tribù di Nebaioth

### Nelle fonti assiro-babilonesi
Il nome di Nebaioth e quello di suo fratello Kedar compaiono di frequente assieme nelle fonti assire, indicando popolazioni della regione araba. Negli annali assiri si rammentano al tempo del re Tiglatpileser III gli Hagaranu, i Nabatu e i Kedariti tra i popoli ribelli che si rifugiarono nel deserto dell'Arabia e non poterono essere sottomessi, e al tempo del re Assurbanipal dei 'Nabatu dell'Arabia' che furono assoggettati a tributo a seguito di una lotta. Nei registri di Esarhaddan è menzionata al tempo della ribellione di Babilonia all'Assiria (652 a.C.) l'invasione dei Kedariti in Assiria occidentale, la loro fuga nel territorio dei Nabatu del re Natnu, la nuova invasione da parte delle due tribù unite e la successione del re Nuhuru. 
In seguito all'invasione babilonese in Palestina e al conseguente dislocamento forzato delle popolazioni locali (586), allorché le tribù edomite del sud migrarono nei territori palestinesi, opponendosi poi al ritorno degli ebrei al tempo di Esdra e Neemia, le tribù arabe dei Nabatu e dei Kedariti si sarebbero a loro volta estese con i loro greggi nel territorio abbandonato dagli Edomiti, fino al deserto del Negev, al golfo di Aqaba e all'Arabia settentrionale.
Nella profezia biblica del trito-Isaia, composta nel periodo del ritorno degli ebrei dall'esilio (VI sec. a.C.), le tribù arabe di Nebaioth e di Kedar sono menzionate per essere pastori di greggi:
Il loro nome è usato come sineddoche per indicare i pagani, indicando che questi popoli avevano da tempo abbandonato la fede del loro progenitore Abramo, ricadendo così nell'ignoranza. 
Nei territori da loro occupati sarebbe poi fiorito in età ellenistica il regno mercantile dei Nabatei.

### Nelle fonti ellenistiche e romane
La civiltà Nabatea, basata sul commercio, aveva capitale Petra nelle montagne di arenaria dell'attuale Giordania, e in seguito Bostra, nella Siria meridionale, oltre ad altre città nel Negev e Arabia settentrionale. Nel papiro Zenon del 259 a.C. si apprende che i Nabatei acquistavano il franchincenso e lo trasportavano a Gaza e in Siria attraverso i centri Kedariti dell'Arabia settentrionale, come Jauf e Tayma, trasportando beni nel deserto con carovane di cammelli. Vasellame nabateo è stato rinvenuto anche nel golfo persico, lungo le coste dell'Arabia a Tuwayr, Zubayda, Thaj, e Ayn Jawan, ma i centri principali nabatei erano lungo le coste occidentali dell'Arabia e nel Sinai. I Nabatei furono anche pirati nel mar Rosso e avevano basi marittime fino a Aila (Aqaba), 120 km da Petra. Il regno arabo dei Nabatei nei tempi ellenistici e romani era esteso per tutta l'Arabia settentrionale dall'Eufrate al mar Rosso, area chiamata dai romani Nabatene.  Nel primo secolo d.C. il loro regno fu conquistato dai Romani divenendo provincia di Arabia petraea (106 d.C.). Lo storico ebreo Giuseppe Flavio (I sec. d.C.) suggerì esplicitamente una connessione tra questo regno e la tribù di Nebaioth (Antichità giudaiche I.12,4 e I.22,1), ripresa anche da san Girolamo e dall'esegesi biblica antica, tuttavia la storiografia moderna mette in dubbio tale connessione, in quanto benché vissuto in un tempo in cui i Nabatei esistevano ancora è verosimile che Giuseppe Flavio li abbia ricondotti all'eponimo Nebaioth soltanto in base a considerazioni fonetiche. È comunque certo che i Nabatei fossero un popolo di lingua araba, e tale considerato da greci e romani (ad esempio Paolo di Tarso si esprime in questi termini nella lettera ai Galati).

### Nelle fonti islamiche
Alcuni storici arabi classici ritenevano che il profeta Maometto fosse un discendente di Nebaioth, benché un'altra tradizione ritenesse che fosse piuttosto un discendente di Kedar e della tribù dei Kedariti.